# Слов'янський Орфей
«Слов'янський Орфей» (серб. Словенски Орфеј, 1992) — драма сербського письменника Зорана Стефановича, в якій стародавній балканський міф інтерпретований мовою геополітики, слов'янських обрядів і наукової фантастики.

## Дійові особи
- Орфей, але й «Аполлон» і Поводир-Зловісник;
- Діоніс, але й «Зевс», Арістей-Змія та «Аїд»;
- Еврідіка, але й «Гера»;
- Аполлон;
- Лахесіс, доленосниця
- Атропа, доленосниця
- Клото, доленосниця
- Пан, але й «Кербер»;
- Сивіла;
- Менада-Навіжена;
- Німфи й Сатири, які також є «Богами», «Богинями», «Доленосницями», «Мертвими Душами» й Новобранцями.

## Основна інформація
Театральна прем'єра відбулася в Македонському національному театрі «Антон Панов» із Струмиці (1992), а на радіо — в Сербії в Драматичній програмі Радіо Белграда (2002).
Постановка драми «Слов'янський Орфей» режисера Горана Тренчовського (1992) вважається одним із перших пагонів пост-югославської драматургії й театру в Македонії та Сербії.
Драма отримала дуже позитивну оцінку зі сторони вітчизняної та зарубіжної критики й увійшла в зарубіжні енциклопедії та історії драми й театру. Неодноразово публікувалася в друкованому та електронному вигляді, а запис македонської вистави десятки разів транслювався через супутник у 21 столітті.
Переклади: македонський (1992), англійський (2002), український (2010), російський (2011).
На даний момент адаптується в комікс, над яким працює один із найвідоміших авторів південно-східної Європи Зоран Туцич.

## Нагороди, подяки
- 2010. Італійська енциклопедія «Де Агостіні» включила Стефановича за його «Слов'янського Орфея» до чотирьох найвпливовіших сербських драматичних письменників пост-югославського періоду
- 2002: Сербська радіо версія була номінована на «Prix Europa» в Берліні
- 1993. Македонська вистава внесена до офіційного списку белградського БІТЕФ-у, але Міністерство культури Македонії не дозволило візит через ембарго Організації Об'єднаних Націй щодо Югославії (яке стосувалося й культури).
- 1993: Журнал «Екран», Скоп'є. Вистава струмицького театру номінована на найкращу виставу в Республіці Македонії 1992 року.
- 1992: Нагорода «Йосип Колунджич» за найкращу драму на Факультеті драматичного мистецтва (Белград) в 1991—1992 роках.

## Із рецензій «Слов'янського Орфея»
- «Вдалий симбіоз стародавнього міфу й сучасного мистецтва.» — Гойко Божович (газета Побједа, Подгориця, 1992)[6]
- «Драматичний текст Зорана Стефановича (…) має кілька надзвичайних особливостей (…) Розповідь про слов'янського Орфея (…) може бути прочитана як обережне етнографічне дослідження слов'янської релігії Веселіна Чайкановича, як політичне есе про актуальний, так званий новий режим, і як будь-який американський науково-фантастичний комікс Френка Міллера.» — Петар Груїчич (газета Борба, Белград 1992)[7]
- «Те, що Стефановича визначає як самобутнього автора і є гарантією його автентичності, (…) — терпкість, гіркота, летальність, пряма провокація. І винні в цьому не роки, а, здається, спадщина насильства варварів, відчуття якогось справжнього мистецького бунту, характерного лише для даного шматка Балкан. Таке поєднання одного середньоєвропейського сприйняття світу й одного насильницького, Міцич би сказав „дикого“, духу й імпульсу, то похмурого, то грубого, і є специфікою письменника Стефановича.» — Дубравка Кнежевич (післямова книги Слов'янський Орфей та інші драми, Белград, 1995)[8]
- «(Письменник) вносить в місцеву театральну рутину нетиповий (читай нереалістичний) експеримент, схильну до фантастики й гротеску чуттєвість, яка полонить багатошаровістю й численними значеннєвими площинами.» — Ілля Бакич (журнал Време, Белград 1995)[9]
- «(Очевидним є) існування багатошарового інтелектуального дискурсу, відмінної театральної естетики, а також опори на традицію, яка в історії театру була найвибагливішою.» — Петар Груїчич (рецензія книги Слов'янський Орфей та інші драми, 1995)[10]
- «Поетика Зорана Стефановича є абсолютно диспартною на нашому літературному просторі. (…) Він не фотографує, він оформлює. Він не бере занадто багато із дійсності, але й те, що запозичає, слугує йому як матеріал для пошуків сутності людини і явищ.» — Володимир Стаменкович (рецензія рукопису книги Слов'янський Орфей та інші драми, 1995)[11]
- «Стефанович вміло використовує не лише образні метафори, але й виразну іронію, щоб привести читача прямо до прихованої сутності своїх драм. […] Він створює певний неоднозначний і товстий рукопис, який цілком незалежно виживає й поза межами театральної сцени. Своєрідним парадоксом є безперечний факт, що, незважаючи на його безсумнівні можливості, п'єси Стефановича до сьогодні правильніше прочитууються за кордоном, а не в Сербії.» — Душан Відакович (журнал Ваљевац, Валєво 1995)[12]
- «Перше, що впадає у вічі, — висока мовна майстерність (…) Стефанович пише соковитою, грайливою сербською мовою, якій додає особливого шарму поєднання старої лексики та синтаксису із сучасними […] висловлюваннями. Можливо, найбільша цінність Стефановичевих п'єс — у великій легкості, з якою відбуваються дії на різних рівнях: вони просто пливуть і непереборно тягнуть нас за собою.» — Іван Вукович (журнал Погледи, Крагуєвац, 1995).[13]
- "Не важко знайти паралелі із сьогоднішньою ситуацією на Балканах і в світі взагалі (…) І все (у драмі) подано в дотепній і дуже цікавій проекції. " — Ранко Бурич (газета Политика, Белград 2002)[14]